# Reakcja odwracalna

Poglądowe krzywe kinetyczne tworzenia i rozkładu związku AB; x_{r} – ułamek molowy AB w stanie równowagi chemicznej

Reakcja odwracalna – reakcja złożona, która w szerokim zakresie parametrów zewnętrznych (np. ciśnienie, temperatura, stężenia reagentów) może równocześnie zachodzić w dwóch przeciwnych kierunkach, zgodnie z tym samym równaniem, przy czym szybkości obu reakcji prostych (cząstkowych, elementarnych, izolowanych) są różne i zmieniają się w czasie wraz ze zmianami stężenia reagentów. W przypadku, gdy energia nie jest dostarczana z zewnątrz (reakcja zachodzi samorzutnie), większą szybkość ma ta z obu reakcji elementarnych, która przybliża układ termodynamiczny, jakim jest środowisko reakcji, do stanu równowagi (np. stanu o najmniejszej entalpii swobodnej, gdy p, T = const).
Tak zdefiniowana reakcja odwracalna zwykle nie jest procesem odwracalnym z punktu widzenia termodynamiki chemicznej (nie jest możliwy powrót do początkowego stanu układu i jego otoczenia).

## Historia
Pojęcie reakcji odwracalnej zostało wprowadzone przez Bertholleta w 1803 roku. Zaobserwował on osady węglanu sodu na obrzeżach słonych jezior położonych w skałach wapiennych w Egipcie powstałe w wyniku reakcji:
2NaCl + CaCO
3 → Na
2CO
3 + CaCl
2
Berthollet rozpoznał, że jest to reakcja odwrotna do dobrze znanej reakcji:
Na
2CO
3 + CaCl
2 → 2NaCl + CaCO
3
Przed Bertholletem przyjmowano, że reakcje zachodzą w jednym kierunku. Berthollet zrozumial, że obecność dużej ilości soli „popycha” reakcję skierowaną w drugą stronę.
W 1864 roku Waage i Guldberg sformułowali prawo działania mas, które ilościowo opisało obserwację Bertholleta. W latach 1884 i 1888 Le Chatelier oraz Braun sformułowali regułę przekory, która rozszerzyła tę samą ideę na wpływ czynników innych niż stężenie na pozycję równowagi.